# Seymour Island
Seymour Island (hiszp. Isla Vicecomodoro Marambio) – niewielka wyspa na Morzu Weddella w pobliżu północnego  krańca Półwyspu Antarktycznego.
Seymour Island słynie z bogactwa występujących tu skamieniałości bezkręgowców i kręgowców. Na wyspie znajduje się argentyńska całoroczna stacja polarna Marambio.

## Geografia

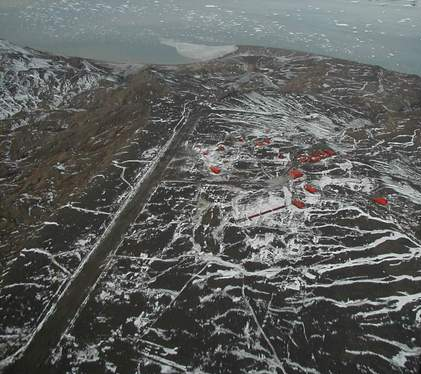
Argentyńska stacja polarna Marambio

Seymour Island leży na Morzu Weddella w pobliżu północnego krańca Półwyspu Antarktycznego (Ziemi Grahama), na wschód od Wyspy Jamesa Rossa , od której oddziela ją Admiralty Sound. Ok. 2 km na północny wschód od Seymour Island leży Snow Hill Island. 
Wyspa znajduje się na terytorium, do którego prawa roszczą Argentyna, Chile i Wielka Brytania . 
Seymour Island ma 21 km długości i 2–5 km szerokości . Wraz z Wyspą Jamesa Rossa stanowi największą niepokrytą lodem powierzchnię w Antarktyce, nazywaną „oazą” z uwagi na występujące tu suche doliny wypełnione pyłem wulkanicznym i niewielkie ilości śniegu . 
Seymour Island nazywane jest „kamieniem z Rosetty” antarktycznej paleontologii z uwagi na bogactwo występujących tu skamieniałości bezkręgowców i kręgowców. Liczne skamieniałe szczątki znajdują się w warstwach formacji La Meseta z okresu późnego i środkowego eocenu, występują tu m.in. skamieniałe szczątki małży, ślimaków, szkarłupni, dziesięcionogów, ramienionogów, rekinów, doskonałokostnych, żółwi, plezjozaurów, ptaków, ssaków morskich i prymitywnych torbaczy.  
Południowo-wschodnie wybrzeże wyspy – obszar Penguin Point z pasem 1260 m w głąb lądu – jest ostoją ptaków IBA z uwagi na występowanie licznych ptaków morskich, przede wszystkim pingwinów cesarskich. W 2006 roku odnotowano 26,4 tys. par pingwinów cesarskich, a w 2009/2010 szacowano, że było ich ponad 16 tys.. Ponadto na wyspie gniazdują wydrzyki antarktyczne, wydrzyki brunatne, mewy południowe i rybitwy antarktyczne. Na brzegu w Penguin Point regularnie pojawiają się weddelki arktyczne i kotiki antarktyczne. 

## Historia

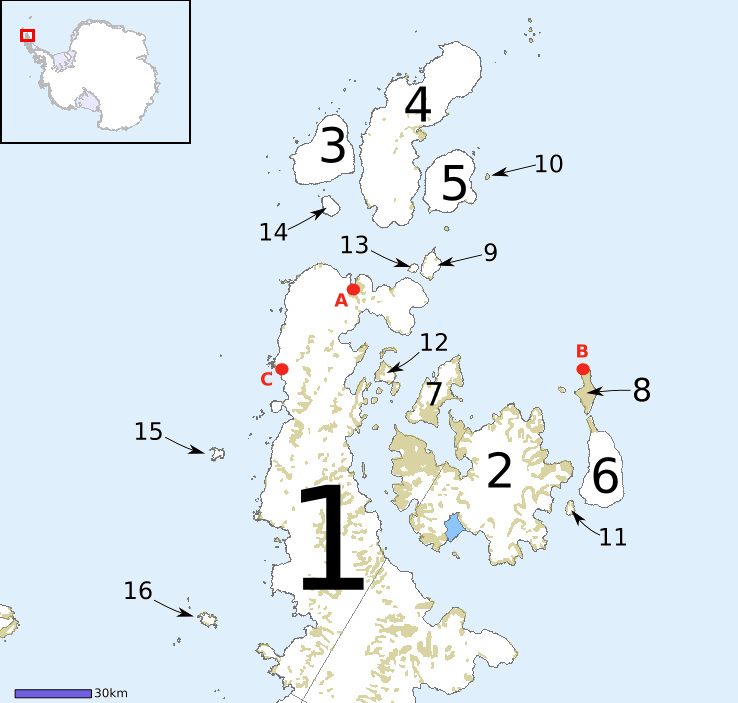
1 – Półwysep Antarktyczny; 2 – Wyspa Jamesa Rossa; 3 – D'Urville Island, 4 – Joinville Island; 5 – Dundee Island; 6 – Snow Hill Island; 7 Vega Island; 8 – Seymour Island; 9 – Andersson Island; 10 – Paulet Island; 11 – Lockyer Island; 12 – Eagle Island; 13 – Jonassen Island; 14 – Bransfield Island; 15 – Astrolabe Island; 16 – Tower Island; A – stacja w Zatoce Nadziei, B – stacja Marambio, C – stacja General Bernardo O’Higgins

Seymour Island została odkryta w 1843 roku przez brytyjskiego badacza Antarktydy Jamesa Clarka Rossa (1800–1862) podczas jego ekspedycji w latach 1839–1843 . Ross opisał ją jako północno-wschodni cypel w cieśninie Admiralty Sound i nazwał Cape Seymour na cześć oficera Royal Navy George'a Seymoura (1787–1870).
W grudniu 1892 roku na Cape Seymour wylądowała ekspedycja wielorybnika Carla Antona Larsena (1860–1924), która odkryła, że przylądek jest wyspą. Na wyspie Larsen znalazł skrzemieniałe drewno, co wówczas mylnie było uznawane za pierwsze znalezisko tego typu na Antarktydzie. Odkrycie Larsena uznawane jest natomiast za pierwsze udokumentowane znalezisko tego typu na Antarktydzie. 
W 1902 roku wyspę przebadała Szwedzka Wyprawa Antarktyczna, która znalazła skamieniałe szczątki roślin i kości wielkich pingwinów, wskazujące na cieplejszy klimat w przeszłości. Założyła na wyspie skład zapasów w przypadku, gdyby ekspedycja musiała się wycofywać z planów przeprawy na południe. Skład został oznaczony przez kopiec z 4-metrowym drewnianym masztem z flagą – którego pozostałości zachowały się do dziś. Ponadto na wyspie znajduje się drewniana tablica, umieszczona przez załogę argentyńskiego statek „Urugwaj” wysłanej na ratunek Szwedzkiej Wyprawy Antarktyczna. Upamiętnia ona miejsce spotkania członków wyprawy. W 1990 roku Argentyna wzniosła kopiec upamiętniający to wydarzenie. Obiekty mają status historycznego miejsca w ramach Układu Antarktycznego.
Wyspa została zbadana w latach 1945–1947 przez Falkland Islands Dependencies Survey. Była również wielokrotnie fotografowana z powietrza przez United States Navy (1964 i 1969), przez British Antarctic Survey (1979) i przez centrum badawcze Byrd Polar and Climate Research Center uniwersytetu stanowego Ohio (1983).
W październiku 1969 roku na wyspie stanęła argentyńska stacja polarna Marambio.